# 恩物

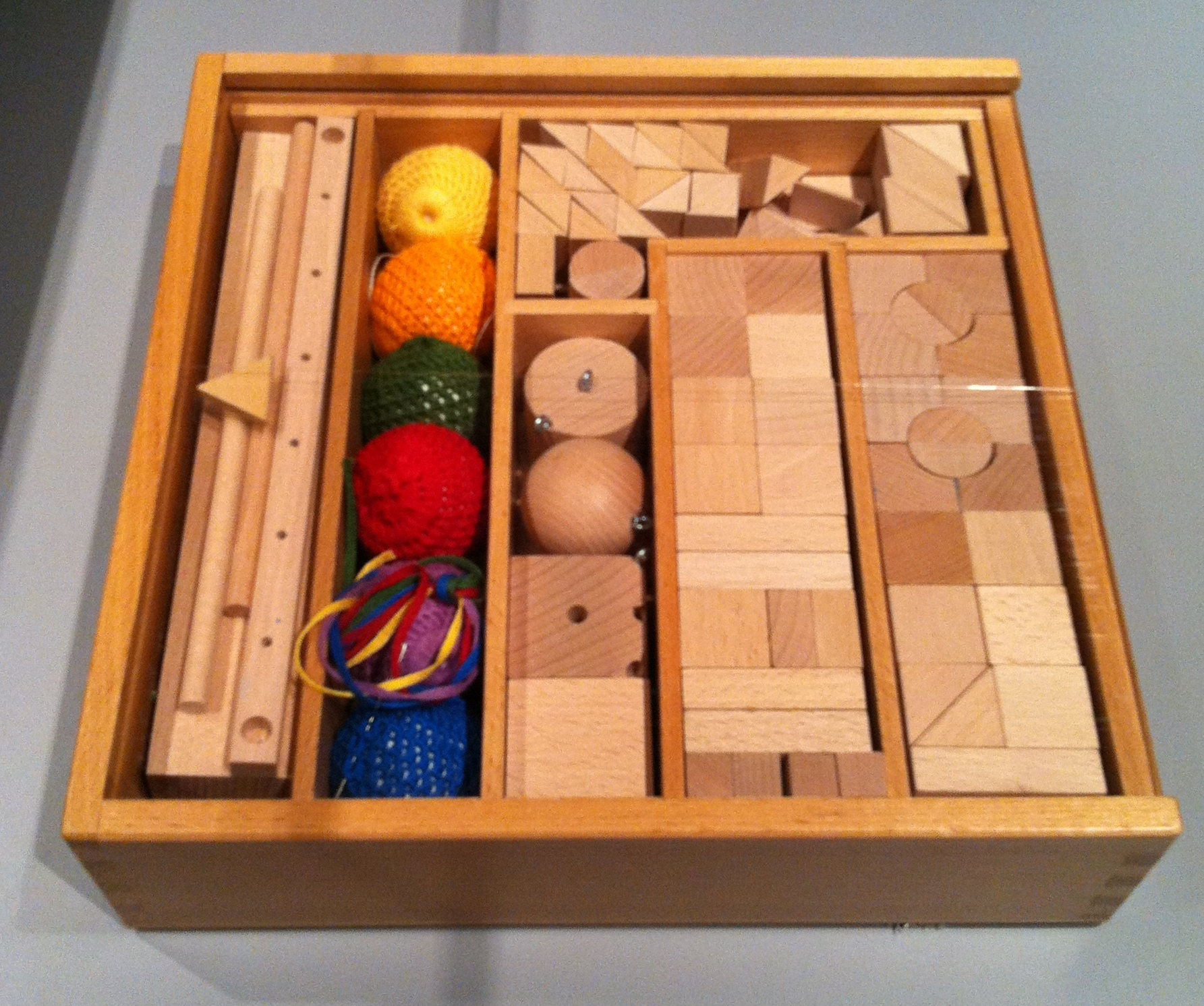
フレーベル式の恩物

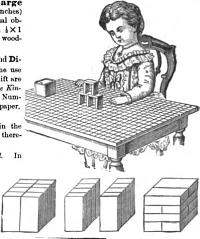
フレーベル式の恩物

恩物（おんぶつ、英語: Froebel Gifts、ドイツ語: Fröbelgaben）はフリードリヒ・フレーベルが考案した一連の教材である。これはドイツのバート・ブランケンブルク（Bad Blankenburg）にフレーベルが1837年に設立した幼稚園（Kindergarten、当初の名称は、「幼少年期の作業衝動を育成するための施設」）で初めて恩物の制作、および販売に着手した。

## 概要
フレーベルはヨハン・ハインリヒ・ペスタロッチが唱えた直観教育に傾倒し、教育の理想の根源を「生命の統一」であるとした。そのため、幼年期に自由に遊ぶことを通して人間の本質のみならず、事物の本質を体得することの大切さを主張した。このため、個々の贈り物 （ドイツ語: Gabe）は、子ども自身が率先して活動できるような材料を子どもたちに提供するようデザインされている。この恩物は、1838年に創案された
。
フレーベルが考案した恩物は第1恩物から第20恩物まで20種類あるが、日本では一般的に、第1恩物から第10恩物までを「恩物」、第11恩物から第20恩物までを「手技工作」と呼んで区別している。具体的には以下のようなもので構成される。
| 名称     | 相当する教材（恩物）   | 名称     | 相当する教材（手技工作） |
| 第1恩物  | 六球                   | 第11恩物 | 穴あけ                   |
| 第2恩物  | 三体                   | 第12恩物 | 縫う                     |
| 第3恩物  | 立方体の積み木         | 第13恩物 | 描く                     |
| 第4恩物  | 直方体の積み木         | 第14恩物 | 組む・編む・織る         |
| 第5恩物  | 立方体と三角柱の積み木 | 第15恩物 | 紙を折る                 |
| 第6恩物  | 立方体と直方体の積み木 | 第16恩物 | 紙を切る                 |
| 第7恩物  | 正方形と三角形の色板   | 第17恩物 | 豆細工                   |
| 第8恩物  | 5種類の木の棒          | 第18恩物 | 厚紙細工                 |
| 第9恩物  | 金属製の鐶             | 第19恩物 | 砂遊び                   |
| 第10恩物 | 豆または小石の粒       | 第20恩物 | 粘土遊び                 |

これら20種類の恩物には、それぞれ意義や目的が示されている。

## 恩物としての球
フレーベルは球を「自然界における完全なる理想形」と考え、第1恩物に選んだ。このように考えた理由として、
1. 球は世界中の国で遊具として広く用いられていること
2. 球は丸いのでよく転がることから、乳幼児の運動に適していること
3. 自然界において、地球・太陽などの象徴となること
4. 円満な人格など、人間精神の理想となること
5. 滑らかで均整の取れた形であり、古来からその美を見い出されてきたこと

などを挙げている。
第1恩物としての球は、幼稚園に入園する前の乳幼児の使用を想定し、赤・青・黄・緑・橙・紫の6色の柔らかな鞠である。現代の日本においては、この鞠は毛糸製で、紐付きのものと紐なしのものがある。
本来の第1恩物は、ゆりかごに吊るして使用し、その色や形に惹かれた乳児が触ったり握ったりすることを想定したものであった。しかし、現代は一般家庭で用いられることは稀であることから、幼稚園で導入される。

## 評価
- Ottilie de Liagreは1844年のフレーベルへの手紙の中で、「恩物のおかげで子どもたちは生き生きと自由に遊ぶ力を得ているようだが、人々は恩物を機械的で決まりきったものにしてしまうこともできる」と述べている。

- ヨアヒム・リープシュナー（Joachim Liebschner）は著書 『子どもの仕事：フレーベル式教育理論と実践における自由と指導（A Child's Work: Freedom and Guidance in Froebel's Educational Theory andPractice）』の中で、

と語っている。
- アメリカの建築家であるフランク・ロイド・ライトは自叙伝の中で、9歳頃に恩物のブロックのセットを与えられたが、幼稚園で遊んだ恩物が間接的に幾何学の構造を学ぶのに役立った[8] として、次のように話した。

「数年間、私は小さな幼稚園の机の前に座っていた・・・、そして遊んだ・・・、立方体で、球で、そして三角形で。これらは滑らかなカエデの木でできたブロックだった・・・。すべて今日でも私の指先に残っている。」

## 現代の教育における利用
恩物は今でも韓国と日本の早期教育において人気が根強い。
日本では、1876年（明治9年）に初めて幼稚園が開設されて以来、長きに渡って教育現場で用いられている。